# Hechtia malvernii
Hechtia malvernii là một loài thực vật có hoa trong họ Bromeliaceae. Loài này được Gilmartin mô tả khoa học đầu tiên năm 1965.